# Umeå stadsdistrikt
Umeå stadsdistrikt är ett distrikt i Umeå kommun och Västerbottens län. Distriktet som befolkningsmässigt är Norrlands största omfattar de centrala delarna av tätorten Umeå samt ett område norrut kring byn Ersmark i södra Västerbotten. 

## Tidigare administrativ tillhörighet
Distriktet inrättades 2016 och utgörs av en del av det område som till 1971 utgjorde Umeå stad.
Området motsvarar den omfattning Umeå stadsförsamling hade 1999/2000 och fick 1971 efter utbrytning av Ålidhems församling.

## Tätorter och småorter
I Umeå stadsdistrikt distrikt finns en tätort och tre småorter.

### Tätorter
- Umeå (del av)

### Småorter
- Ersmark
- Fäbodåkern
- Fällforsån